# Тарсалак
Тарсалак (укр. Тарсалак, до 2016 г. — Жовтневое) — село, Михайловская поселковая община, Васильевский район, Запорожская область, Украина.
Код КОАТУУ — 2323355102. Население по переписи 2001 года составляло 86 человек.

## Географическое положение
Село Тарсалак находится на расстоянии в 3 км от села Першотравневое и в 4 км от села Плодородное.

## История
- 1883 год — дата основания.
- 2016 год — село было переименовано в «Тарсалак», прежнее название «Жовтневое».